# Charles Jensen (arkitekt)
 Der er flere personer med dette navn, se Charles Jensen.
Arnold Leonhardus Cjardis Julius 'Charles' Jensen (født 6. november 1882 i Jerslev, død 11. november 1939 i Aalborg) var søn af bygmester Martin Jensen.

## Uddannelse
Charles Jensen tog efter skolen en uddannelse som murer. Efter sit svendebrev uddannede han sig til arkitekt.

## Virksomhed
Han opbyggede en omfattende virksomhed i Brønderslev allerede før 1. verdenskrig. I 1918 flyttede han sin virksomhed til Nørresundby, hvor han tegnede flere markante bygninger. Han blev begejstret for funkis-stilen og ombyggede sin egen bolig i stilen. Han satte sit aftryk i landsdelen med mange bygninger såsom alderdomshjem, villaer, ejendomme, skoler og kirker.

## Værker
- Folkets hus, Nørresundby
- Brogaarden, Nørresundby, der er et funkishus, i jernbeton
- Glyngøre Kirke
- Kvissel Kirke
- Skørping Kirke
- Dorf Møllegård, stuehus bygget i Bedre Byggeskik, i dag en del af Museum for Forsyning og Bæredygtighed.
- Brønderslev Bank

- Dorf Møllegårds stuehus
- Glyngøre Kirke
- Kvissel Kirke
- Skørping Ny Kirke

## Fredede Bygninger
I 1914 brændte vestfløjen af Vrejlev Kloster og ved den gennemgribende opbygning, tilføjedes tårnet og den vestlige udløberfløj tegnet af arkitekt Charles Jensen.
Stuehuset på Dorf Møllegård nord for Dronninglund er tegnet af Charles Jensen. Huset er sammen med resten af møllegården fredet og åbent for museumsgæster.